# Монтеродуні
Монтеродуні (італ. Monteroduni) — муніципалітет в Італії, у регіоні Молізе,  провінція Ізернія.
Монтеродуні розташоване на відстані близько 150 км на схід від Рима, 45 км на захід від Кампобассо, 11 км на південний захід від Ізернії.
Населення — 2206 осіб (2014).

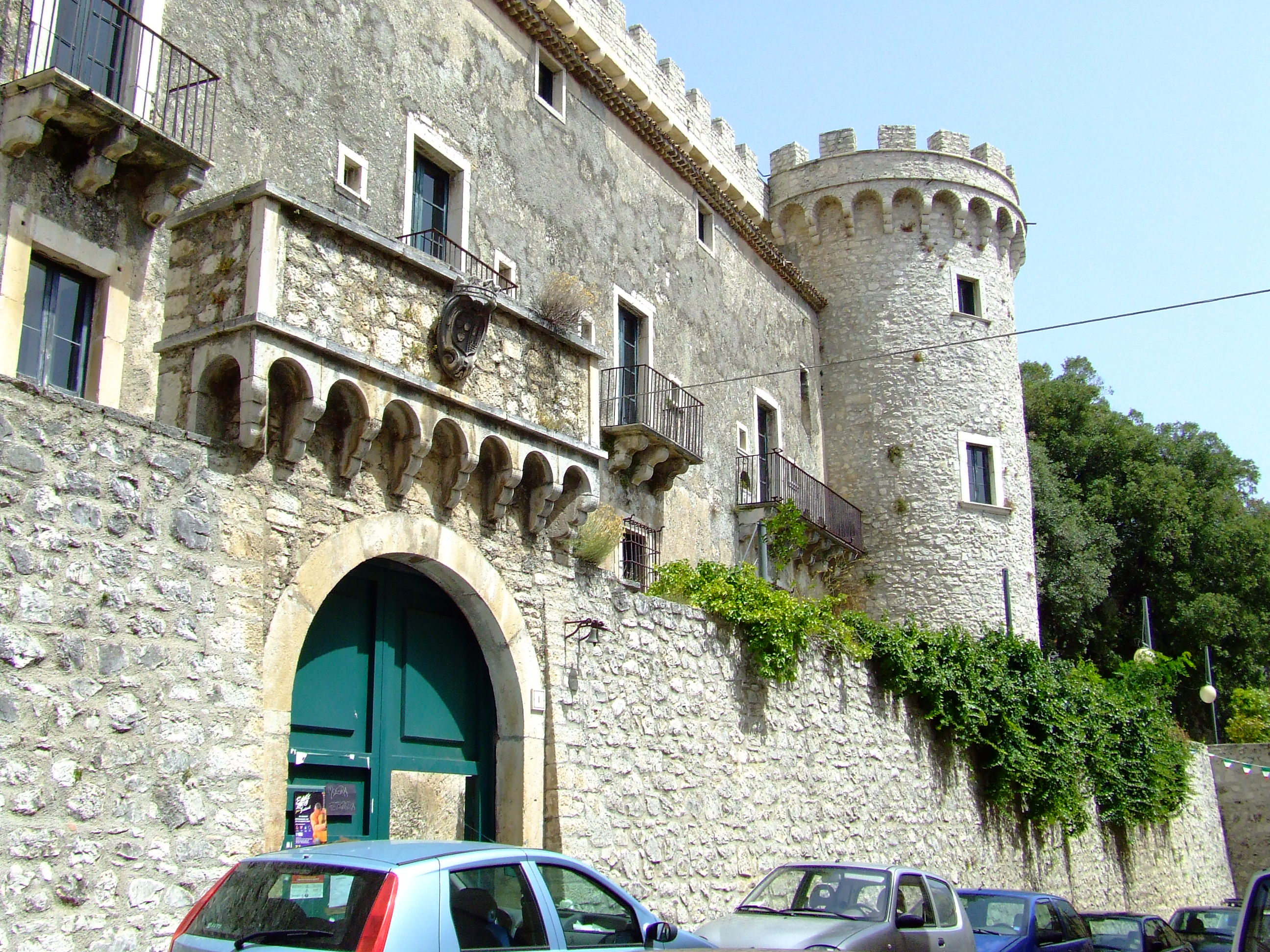

Щорічний фестиваль відбувається 29 вересня. Покровитель — святий Архангел Михаїл.

## Демографія
Населення за роками:

Станом на 1 січня 2023 року в муніципалітеті офіційно проживало 155 іноземців з 20 країн, серед них 27 громадян країн Євросоюзу та 5 громадян України.

## Сусідні муніципалітети
- Капріаті-а-Вольтурно
- Коллі-а-Вольтурно
- Галло-Матезе
- Лонгано
- Маккія-д'Ізернія
- Монтакуїла
- Поцциллі
- Рим